# Birdum
Birdum ist eine aufgelassene Siedlung im Northern Territory, Australien. Der Ort war für rund zwei Jahrzehnte südlicher Endpunkt der Nordaustralischen Eisenbahn und während des Zweiten Weltkriegs Standort verschiedener militärischer Einheiten.

## Vorgeschichte

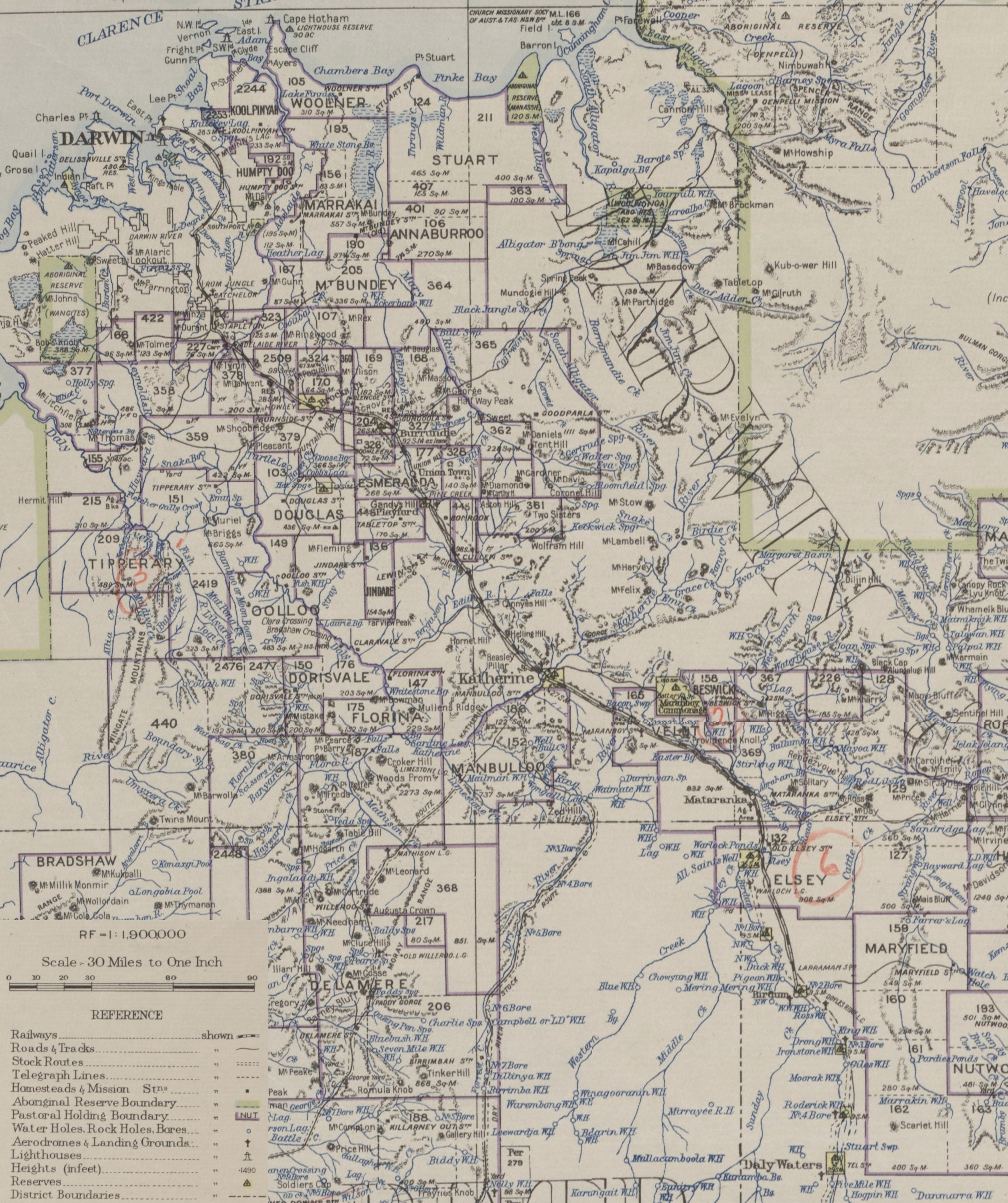
Nordaustralische Eisenbahn, Übersichtskarte von 1936

Im Jahre 1858 tauchte im australischen Bundesstaat South Australia, zu dem seinerzeit der Bereich des späteren Northern Territory gehörte, erstmals der Vorschlag auf, das gesamte Gebiet durch eine Eisenbahn in Nord-Süd-Richtung zu erschließen, ausgehend von den Orten Port Augusta im Süden sowie Palmerston (heute: Darwin) im Norden. 1878 wurde von Süden mit dem Bau der Great Northern Railway begonnen, 1883 mit dem Bau der (später sogenannten) North Australian Railway. Beide Strecken wurden als Schmalspurbahn in Kapspur errichtet. In zahlreichen Etappen wurde der Bau der Strecken – mit langen Unterbrechungen – über mehr als 50 Jahre vorangetrieben. Infolge der Weltwirtschaftskrise und fehlender finanzieller Mittel wurde der Weiterbau der Strecken 1929 eingestellt. Während der Bau der Südstrecke immerhin in einer Ortschaft, Alice Springs, zum Stillstand kam, endete die Nordstrecke im Niemandsland zwischen Mataranka und Daly Waters, in Birdum.

## Endpunkt der Nordaustralischen Eisenbahn

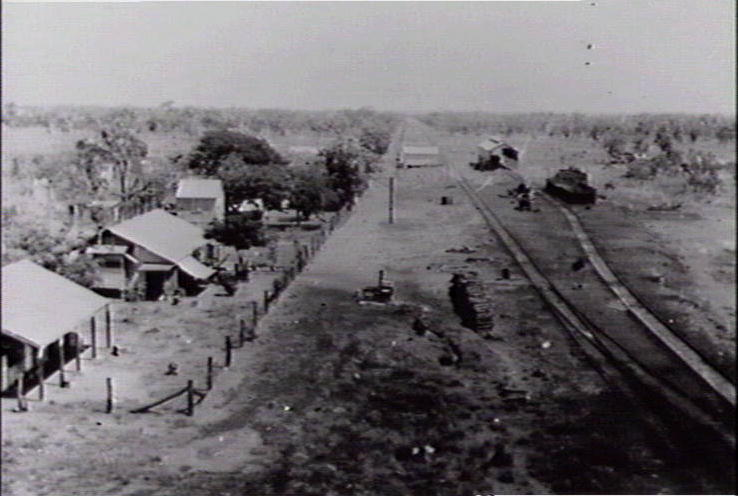
Bahnhofsgelände, 1940er Jahre, Blick vom Wassertank nach Norden

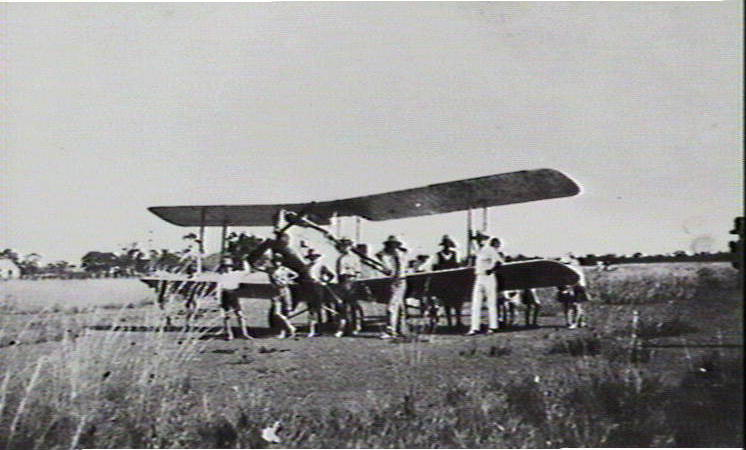
Doppeldecker auf dem Landeplatz Birdum, 1932

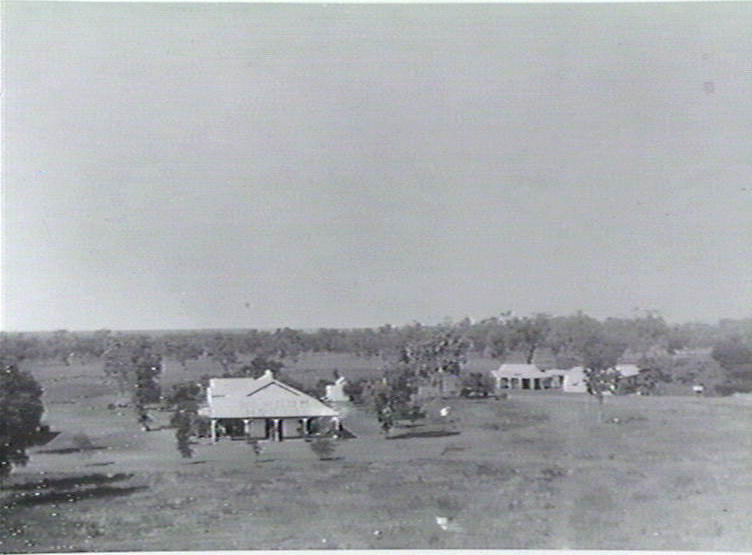
Ortskern mit Hotel

Am seinerzeit als vorläufig betrachteten Endpunkt – die Weiterführung war ja schon gesetzlich verankert und auch bereits vermessen – entstand binnen kürzester Zeit eine kleine Siedlung. Sie erhielt ihren Namen nach einem östlich des Ortes verlaufenden Fluss, dem Birdum Creek. Am 5. September 1929 erreichte der erste Zug Birdum. Der erste Fahrplan sah einen alle zwei Wochen verkehrenden Zug vor, der dann ab Februar 1930 auf einen Zug pro Woche verdichtet wurde. Bei dieser Taktfrequenz sollte es bis auf weiteres auch bleiben.
Am 20. April 1930 wurde eine gebrochene Postline von Darwin nach Brisbane eröffnet, welche bis Birdum den Zug, von da Richtung Daly Waters in der Trockenzeit den Landweg, in der Regenzeit (von Dezember bis März) aber den Luftweg nehmen sollte. Hierfür entstand am Rande des Ortes ein unbefestigter Start- und Landeplatz. Den Betrieb sollte zunächst der Australian Aerial Service übernehmen, welcher bereits eine Konzession für den Weitertransport von Daly Waters in Richtung Camooweal besaß. Die Verhandlungen mit AAS über die Finanzierung scheiterten jedoch noch vor Betriebsaufnahme, und so eröffnete der Civil Aviation Branch des australischen Verteidigungsministeriums mit eigenem Personal und einer eigenen Maschine, einer D.H.60, im Dezember 1930 den Linienbetrieb. Ab Dezember 1931 übernahm dann Queensland and Northern Territory Aerial Services (Qantas) mit einem Flugzeug gleichen Typs die Linie und führte sie als Inselbetrieb in den folgenden Jahren fort. Außer Post wurden auch Luftfracht und in eingeschränktem Rahmen Passagiere befördert.
Für den Personen-, Güter- und Postverkehr von und nach Nordaustralien wurde Birdum Umsteige- bzw. Umladestation, es entstand die für den Betrieb der Bahn benötigte Infrastruktur, darunter ein Lokschuppen, ein Wassertank sowie ein Gleisdreieck zum Wenden der Lokomotiven. Arbeiter der Eisenbahn ließen sich hier nieder, bereits am 19. September 1929 war die erste Hochzeit im Ort zu verzeichnen. 1930 bestanden ein Hotel, eine Pension, mehrere Geschäfte, eine Tankstelle, eine Werkstatt, sowie etliche Häuser. Birdum galt Ende der 1930er Jahre als geschäftiges kleines Städtchen.
Im Sommer 1940 drängte die australische Armee auf den Bau einer Nordaustralischen Verteidigungsstraße (North Australian Defence Road), um die Lücken im transaustralischen Fernstraßennetz zu schließen. Unter Federführung des Verteidigungsministeriums wurde daher noch im gleichen Jahr die von Birdum nach Süden weiterführende Piste, die vor allem während der Regenzeit immer wieder unpassierbar war, bis Tennant Creek (hier bestand bereits guter Straßenanschluss in Richtung Alice Springs) zunächst zu einer ganzjährig nutzbaren Schotterstraße ausgebaut und 1942/43 asphaltiert – der Stuart Highway entstand. Eine Weiterführung von Tennant Creek nach Osten bis Mount Isa mit Anschluss an das Straßennetz Queenslands erfolgte 1942.

## Militärische Bedeutung während des Zweiten Weltkrieges

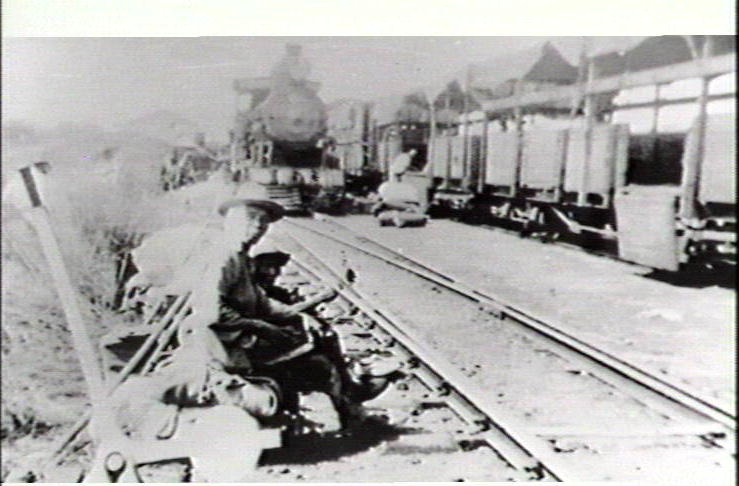
Flüchtlinge aus Pine Creek warten auf den Weitertransport nach Süden, März 1942

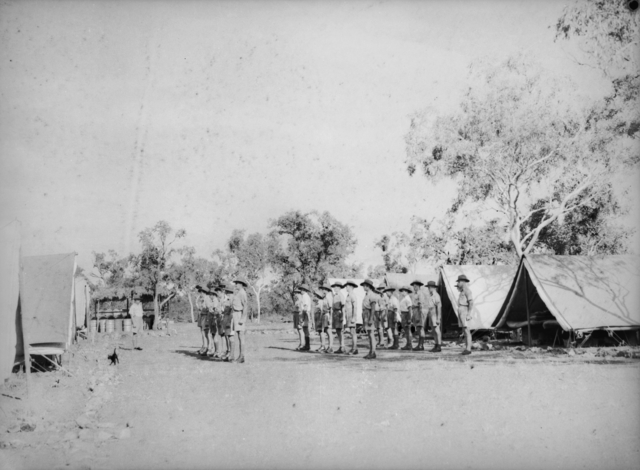
DOMF beim Appell, Januar 1941

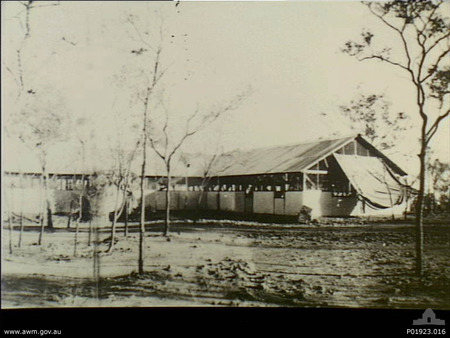
Küche des Feldlazaretts des 135. SanReg, August 1942

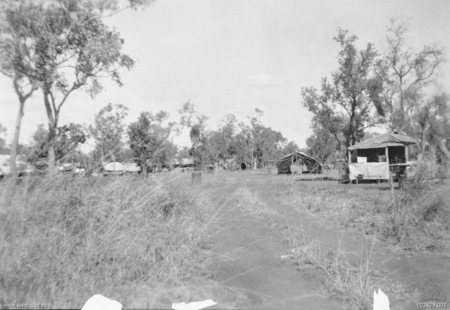
Feldlager 11.SU, Dezember 1944

Einen erheblichen Aufschwung erlangte der Ort mit Beginn des Pazifikkriegs im Zweiten Weltkrieg. Bereits vor der Kriegserklärung Australiens an Japan im Dezember 1941 fanden massive Truppenverlagerungen an die australische Nordküste statt. Aufgrund der Befürchtung, japanische Truppen könnten dort eine Invasion versuchen, wurde die Stadt Darwin zwischen dem 16. Dezember 1941 und dem 15. Februar 1942 weitgehend evakuiert. Stattdessen wurden dort 32.000 alliierte Soldaten samt Ausrüstung stationiert. Ein Großteil dieser Bewegungen lief über Birdum ab, ebenso der Transport von Verwundeten und Flüchtlingen nach dem japanischen Luftangriff auf Darwin Ende Februar 1942. Die Furcht, Transporte per Schiff über das Meer könnten versenkt werden, trug ebenfalls zur Zunahme des Verkehrs über Bahn und Straße bei. Die Zugfrequenz vervielfachte sich auf bis zu 147 Züge die Woche in Spitzenzeiten. Die Australische Armee übernahm die Kontrolle über den Betrieb auf der Bahnstrecke und begann, sie so auszubauen, dass sie der exorbitant gestiegenen Belastung gerecht wurde.
Östlich des Ortes am Rande des Flussbettes entstand ein Militärlager. Erster Nutzer war die Darwin Overland Maintenance Force (DOMF). Gegründet im September 1940 aus der Australian Imperial Force heraus und mit Hauptquartier in Alice Springs war es ihre Aufgabe, den Transport von Menschen und Material zwischen den beiden Endpunkten der Schienenstrecken zu übernehmen. In der Folgezeit sollten etliche weitere militärische Einheiten aus Australien und den USA den Standort Birdum nutzen. So sind nach einer Postleitzahlenliste der amerikanischen Feldpost (APO) für Juni 1942 in Birdum an amerikanischen Truppen u. a. das Hauptquartier und der Stab des 148. Feldartillerieregimentes, das 394. Quartermaster-Bataillon (von Mai bis November 1942) sowie das 135. US-Sanitätsregiment, beide ebenfalls mit ihrem Hauptquartier, verzeichnet. Letzteres errichtete im September 1942 das „Medical Regiment Evacuation Hospital“ für Personal und Patienten, die zuvor in Coomalie Creek nahe Batchelor untergebracht waren. Diese Station erbrachte auch Unterstützungsleistungen für ein in unmittelbarer Nähe errichtetes australisches Feldlazarett, das 45. Australian Camp Hospital.
Das Birdum Hotel wurde in dieser Zeit zum Offiziersheim umfunktioniert. Die Leitung des amerikanischen Militärengagements im nordaustralischen Luftkrieg befand sich unter dem Vordach des Hotels.
Auch die Australische Luftwaffe nutzte Birdum als Standort. Eine Abteilung des 14. Airframe Repair Depot (ARD), dessen Aufgabe es war, Flugzeuge zu reparieren und zu warten, wurde im November 1942 in Birdum stationiert. Nach Fertigstellung des neuen, etwa 20 Kilometer nördlich von Birdum gelegenen Militärflugplatzes Gorrie zog die 14. ARD zwischen Februar und Mai 1943 dorthin um.
Das amerikanische Lazarett wurde im Sommer 1944 nach Adelaide River verlagert, seinen Platz nahmen im Juli des gleichen Jahres Funker des 11. Signals Unit der australischen Luftwaffe ein, um dort die 9. Wireless Telegraph Station zu betreiben. Da ihr Auftrag eng mit der 14. ARD verbunden und sie ihr auch organisatorisch angegliedert war, folgte sie dieser im März 1945 nach Gorrie. Sie war die letzte Einheit, die das Lagergelände verließ.

## Niedergang

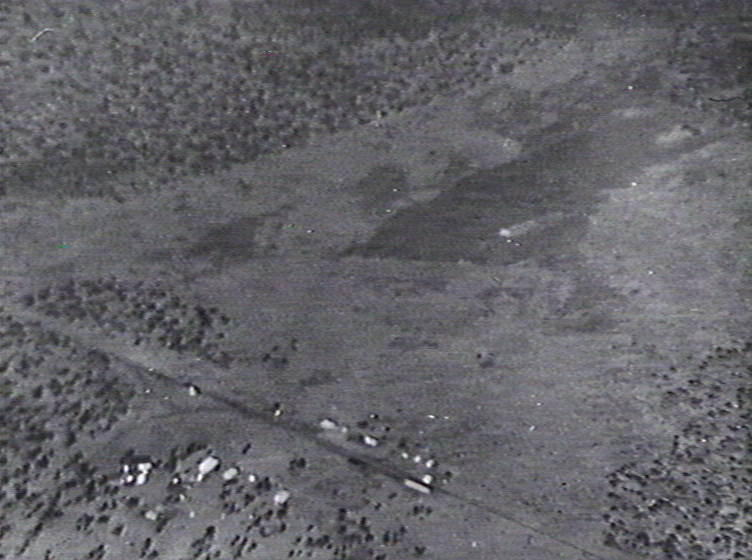
Luftaufnahme von Birdum. Das Wendedreieck der Eisenbahn ist gut zu erkennen.

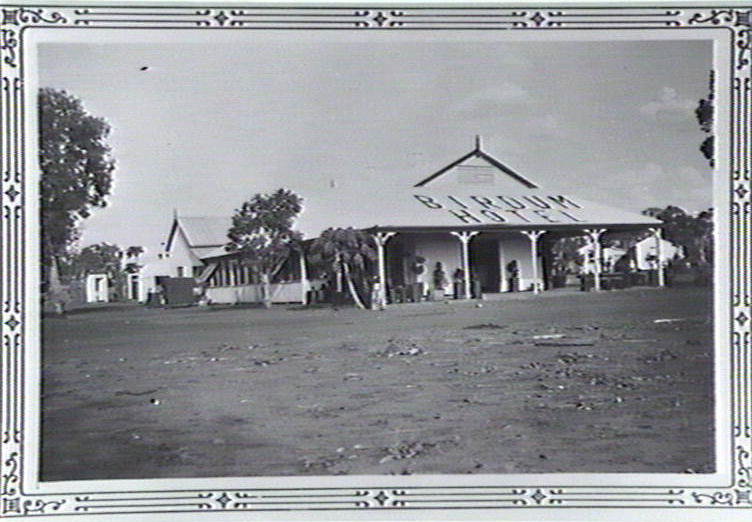
Das Birdum Hotel wurde 1952 nach Larrimah verlegt

Schon bald zeigte sich, dass die Lage Birdums unglücklich gewählt war. Zum Verhängnis wurde der Siedlung ihre Position westlich des Birdum Creek. Sowohl der Stuart Highway als auch die Telegraphenleitung verliefen am Ostufer des Flusses. Dessen Querung mittels einer Furt stellte, vor allem während der Regenzeit, ein Problem dar, das als Provisorium tolerierbar war, mit dem drastisch erhöhten Verkehrsaufkommen sowie den gestiegenen Anforderungen an die Zuverlässigkeit aber nicht mehr tragbar war. Diese bot sich acht Kilometer nördlich von Birdum an: Hier berührte die Bahnstrecke nochmals Straße und Telegraphenleitung, bevor sie zwei Kilometer südlich mittels einer Brücke auf die Westseite des Flusses wechselte. An dieser wesentlich günstiger gelegenen Stelle entstand so zunächst eine militärische Ladestraße. Der neue Umschlagpunkt erhielt den Namen Larrimah, was in der mittlerweile ausgestorbenen Sprache des Ureinwohnervolkes der Yangman Treffpunkt bedeutet. Auch für den neuen Militärflugplatz Gorrie, auf dem in seiner Hochphase 1943 6500 Menschen, darunter 440 Zivilangestellte, stationiert waren, lag Larrimah günstiger. In der Folgezeit verlagerten sich die Funktionen als Warenumschlagplatz und lokales Geschäftszentrum sukzessive von Birdum nach Larrimah, ebenso die Wohnquartiere und die betriebstechnischen Einrichtungen der Eisenbahn. Larrimah wurde, so nicht offiziell, aber doch faktisch zum neuen Endpunkt der Nordaustralischen Eisenbahn.
Die Besiedlungsgeschichte Birdums fand ihr Ende 1952, als das Birdum Hotel als letzter Betrieb nach Larrimah verlegt wurde. Lediglich für den Wasserbedarf der Dampflokomotiven wurde Birdum noch genutzt. Nachdem diese Mitte der 1950er Jahre durch Sulzer-Diesellokomotiven ersetzt wurde, entfiel auch dieses. Der letzte Zug nach Birdum verkehrte 1956. In der Folgezeit eroberte sich die Natur Strecke und Anlagen zurück, offiziell stillgelegt wurde das Teilstück bis zur Einstellung des Betriebes auf der Gesamtstrecke 1976 aber nicht. Die 2003 fertiggestellte Zentralaustralische Eisenbahn, die Alice Springs mit Darwin verbindet, verläuft etwa 45 Kilometer westlich an Birdum vorbei.

## Heutiger Zustand
In den folgenden Jahren verfielen die Reste der Siedlung, sofern ihre Bauteile nicht schon in Larrimah Verwendung gefunden hatten. Lediglich der stählerne Wassertank, Bodenplatten der Gebäude sowie zugewachsene Gleise blieben erhalten. Erste Bemühungen, zur Belebung des Tourismus Teile der Anlage wiederherzustellen, gingen 1987 von der Larrimah Progress Association aus. Strafgefangene aus Darwin wurden eingesetzt, um die Bahntrasse zwischen Larrimah und Birdum freizuschneiden. Eine Diesellokomotive, die man geschenkt bekommen hatte, erwies sich aber als zu schwer für die Gleise und wurde später nach Pine Creek abgegeben. Stattdessen wurden Fahrten mit einer motorisierten Eisenbahn-Draisine angeboten.
Der 2001 gegründete Verein Friends of the North Australia Railway veranstaltet seit 2004 ein jährliches Treffen in Birdum, in dessen Rahmen versucht wird, die vorhandenen Reste der Siedlung und der Bahnanlagen freizulegen und für die Nachwelt zu erhalten. Ebenfalls um den Erhalt des historischen Erbes Birdums bemüht sich die Birdum Historical Society mit Sitz in Larrimah.
2001 wurde die Aufnahme Birdums in die Liste der denkmalgeschützten Gebäude und Anlagen des Northern Territory erstmals geprüft, allerdings erfolglos. Ein erneutes Aufnahmeverfahren ist in Vorbereitung, Birdum wird hierbei in seinem Zusammenspiel der Verkehrsträger Schiene, Straße und Luftverkehr als einzigartig für das Northern Territory bewertet. Die Aufnahme aller noch bestehenden Reste der Eisenbahnstrecke von Darwin nach Birdum in die Denkmalschutzliste wird seit 2006 geprüft.